# Аксёнкино (Северный район)
Аксёнкино — село в Северном районе Оренбургской области России. Административный центр Аксёнкинского сельсовета.

## География
Село находится в северо-западной части Оренбургской области, в пределах Бугульминско-Белебеевской возвышенности, в степной зоне, на берегах реки Кандызки, примерно в 36 км к востоку-юго-востоку от села Северного, административного центра района. Абсолютная высота — 206 м над уровнем моря.
Этимология названия
Топоним восходит к личному мужскому имени Аксён.
Климат
Климат характеризуется как континентальный с продолжительной морозной зимой, тёплым летом и относительно короткими весной и осенью. Продолжительность безморозного периода составляет 115—125 дней. Среднегодовое количество атмосферных осадков превышает 400 мм.
Часовой пояс
Село Аксёнкино, как и вся Оренбургская область, находится в часовой зоне МСК+2. Смещение применяемого времени относительно UTC составляет +5:00.

## Население
| 2010 |
| ---- |
| 509  |

Половой состав
По данным Всероссийской переписи населения 2010 года в половой структуре населения мужчины составляли 45,4 %, женщины — соответственно 54,6 %.
Национальный состав
Согласно результатам переписи 2002 года, в национальной структуре населения мордва составляла 92 % из 726 чел.